# Morelle McCane
Morelle McCane, född 20 januari 1995 i Cleveand, Ohio, är en amerikansk boxare.

## Karriär
McCane tog silver vid de Panamerikanska spelen 2023.